# Тиберије
Тиберије Јулије Цезар Август (лат. Tiberius Iulius Caesar; 16. новембар 42. п. н. е. – 16. март 37. нове ере), рођен као Тиберије Клаудије Нерон (лат. Tiberius Claudius Nero) био је други римски цар, наследник Октавијана Августа.
Владао је од 14. до 37. године, наследивши свог очуха, првог римског цара, Октавијана Августа. Тиберије је рођен у Риму 42. п. н. е. Његов отац је био политичар Тиберије Клаудије Нерон, а мајка Ливија Друзила, која ће се на крају развести од оца и удати за будућег цара Октавијана Августа 38. п. н. е. Након преране смрти Августових двоје унука и усвојених наследника, Гаја и Луција Цезара, Тиберије је одређен за Августовог наследника. Пре тога, Тиберије се показао као способан дипломата и један од најуспешнијих римских генерала: његова освајања Паноније, Далмације, Реције и (привремено) делова Германије поставила су темеље за северну границу царства.
На почетку своје каријере, Тиберије је био срећно ожењен Випсанијом, ћерком Августовог пријатеља, угледног генерала и намераваног наследника, Марка Випсанија Агрипе. Имали су сина Друза Јулија Цезара. Након што је Агрипа умро, Август је инсистирао да се Тиберије разведе од Випсаније и ожени његову рођену ћерку (Тиберијеву полусестру) Јулију. Тиберије је невољно попустио. Овај други брак показао се скандалозним, дубоко несрећним и без деце; Јулија је послата у изгнанство. Тиберије је за наследника усвојио свог нећака, способног и популарног Германика. Након Августове смрти 14. године, Тиберије је постао принцепс у 55. години. Чини се да је Тиберије преузео одговорности шефа државе са великом невољношћу, а можда и са истинским осећајем неадекватности у улози, у поређењу са способним, самосталним, самоувереним и харизматичним Августом.
Од самог почетка, Тиберије је имао тежак, огорчен однос са сенатом и сумњао је у многе завере против њега. Ипак, показао се као ефикасан администратор. Након смрти његовог нећака Германика 19. године нове ере и његовог сина Друза 23. године, Тиберије је постао повучен. Године 26. уклонио се из Рима и препустио администрацију углавном у рукама свог амбициозног преторијанског префекта Сејана, којег је касније погубио због издаје, а затим и Сејанову замену, Макроа. Када је Тиберије умро, наследио га је његов нећак и усвојени унук, Германиков син Калигула, чији су раскошни грађевински пројекти и различито успешни војни подухвати исцрпили велики део богатства које је Тиберије акумулирао у јавној и царској каси добрим управљањем.
Тиберије је дозволио обожавање свог божанског у само једном храму, у источним провинцијама Рима, и промовисао уздржаност у култу широм царства преминулом Августу. Када је Тиберије умро, приређена му је раскошна сахрана која доликује његовој функцији, али без божанских почасти. Остао је упамћен као мрачни, повучени владар који никада није желео да буде цар; Плиније Старији га је назвао „најтмурнијим од људи“.
Према хришћанском предању, за време Тиберијеве владавине, Исус Христ је разапет у Јудеји по наређењу римског прокуратора Јудеје Понтија Пилата.

## Живот пре доласка на власт

### Рођење и младост
Тиберије је рођен у Риму, 16. новембра 42. п. н. е. Његов отац био је Тиберије Клаудије Нерон а мајка Ливија Друзила обоје потомци старе патрицијске породице Клаудијеваца.
Тиберијев отац био је квестор у служби Гаја Јулија Цезара али је подржавао Цезарове непријатеље, Оптимате. Након Цезаровог убиства 44. п. н. е., Тиберије Нерон се оженио Ливијом, ћерком Марка Ливија, ватреног републиканца који је учествовао у завери против Цезара.
Тиберије Нерон се ставио на страну Марка Антонија у његовом сукобу против Октавијана, па су он и Ливија морали да побегну из Рима. Већи део раног детињства Тиберије је провео у прогонству, прво на Сицилији, а потом и у Грчкој.
Тиберијеви родитељи вратили су се у Рим 39. п. н. е. Октавијан се убрзо заљубио у Ливију и вероватно приморао Тиберијевог оца да се разведе.
Исте године, Октавијан се развео од своје супруге, и он и Ливија су се венчали. Ливија је у то време још увек била трудна са другим дететом Тиберија Нерона, а 38. п. н. е. родила је Тиберијевог брата, Друза Старијег.
Мало тога познато је о Тиберијевом детињству. Деветогодишњи Тиберије по први пут се појавио у јавности 32. п. н. е., када је одржао посмртни говор за свог оца.
Приликом тријумфа приређеног у част Августове победе над Марком Антонијем и Клеопатром у бици код Акција 29. п. н. е., Тиберије и његов брат, Друз, возили су се у Августовим кочијама.
Октавијан се озбиљно разболео 23. године п. н. е, а могућност његове смрт доводила је у питање тешко стечени мир. Историчари се слажу да је у ово време отворено горуће питање Октавијановог наследника, а иако је сам Октавијан помињао могућност да га наследе Марко Випсаније Агрипа и Марко Клаудије Марцел, ситуација је била веома нејасна.
Да би се решило ово питање, одабран је низ потенцијалних наследника, а међу њима су се нашли и Тиберије и његов брат, Друз.
Са седамнаест година, 24. п. н. е., Тиберије је отпочео политичку каријеру под Августовим патронатом и изабран је на позицију квестора, која је била почетна тачка у политичкој каријери. Тиберије је такође добио право да се кандидује за претора и конзула пет година пре старосног доба које је прописивао римски закон.
Тиберијев брат Друз добио је исте положаје.

### Цивилна и војна каријера
Убрзо потом, Тиберије се почео појављивати као заступник на суду, стога је могуће да је се у то време почео интересовати за реторику. Тиберије је 20. п. н. е. послат на исток, под командом генерала Агрипе, Августовог дугогодишњег пријатеља и савезника. Римљани су имали за циљ повратак легионарских војних застава које су Парћани запленили још приликом похода Марка Лицинија Краса 53. п. н. е. у бици код Каре.
После године проведене у преговорима, Тиберије је предводио јаку војску ка Јерменији, највероватније да би успоставио Јерменију као римску клијентску државу и отклонио опасност на римско-парћанској граници.
Август је успешно постигао компромис, римске војне заставе су враћене, а Јерменија је остала неутрална територија и тампон зона између Рима и Партије.
По повратку са истока 19. п. н. е. Тиберије се оженио Випсанијом, ћерком Марка Агрипе. Постављен је на положај претора и послат са војском да помогне свом брату, Друзу, у његовој војној кампањи на западу.
Док је Друз концентрисао своје снаге у Нарбонској Галији и око границе на Рајни, Тиберије се борио са племенима у Алпској регији и Трансалпској Галији и освојио је област Рецију.
Током ове кампање, Тиберије је 15. п. н. е. открио извориште Дунава и истражио његов горњи ток.
Вративши се у Рим 13. п. н. е. Тиберије је постављен за конзула а у ово време је рођен његов син, Друз Јулије Цезар.
Када је 12. п. н. е. умро Агрипа, Тиберије и његов брат Друз постали су главни кандидати за Августове наследнике. На Августов захтев, Тиберије се 11. п. н. е. морао развести од Випсаније и оженити његову ћерку, Јулију Старију која је била удата за Агрипу и родила му шесторо деце.
Његов развод од Випсаније био је прекретница у Тиберијевог животу. Његов брак са Јулијом био је веома несрећан и нису имали деце.
Према наводима античких историчара, Тиберије је једном приликом срео Випсанију, пратећи је кући и молећи за опроштај. Убрзо након тога, Тиберије се срео са Августом и осигурано је да се он и Виспанија никад више не сретну.
Август је наставио да даје Тиберију нове почасти и након смрти његовог брата Друза 9. п. н. е. Тиберије је важио за првог кандидата за Августовог наследника.
Тиберију су 12. п. н. е. додељени војни положаји у нестабилним провинцијама Панонији и Германији.
Тиберије је 6. п. н. е. предводио војне операције против Маркомана на дунавској граници. Тиберије је имао четири легије на располагању. Његова кампања била је веома успешна, али Тиберије није био у могућности да осигура потпуну победу, пошто је морао да пожури ка рајнској граници, да би осигурао нова римска освајања.
Вратио се у Рим и по други пут изабран за конзула 7. п. н. е. а годину касније дата су му трибинска овлашћења и контрола над источним провинцијама. Без обзира на свој положај и успехе у војном и политичком животу, Тиберије није био срећан.

### Повлачење на Родос
Тиберије је изненада објавио своје повлачење из политичког живота 6. године п. н. е, у време када је требало да преузме команду над источним провинцијама чиме би постао други најмоћнији човек Рима. Мотиви Тиберијевог повлачења на острво Родос нису најјаснији. Поједини историчари помињу везу за Августовим усвајањем синова из брака Јулије и Агрипе, Гаја и Луција Цезара, чиме је почињао њихово уздизање на исти начин као што је раније учинио и са Тиберијем и његовим братом.
Тиберијево уздизање чинило се као привремено решење, док његова два посинка не достигну зрело доба, чиме би Тиберије био скрајнут у страну. Промискуитетност и јавни скандали његове жене, Јулије, још је један од могућих мотива за Тиберијево повлачење. Слично тврди Тацит, који разлоге за Тиберијев одлазак далеко од Рима види у мржњи према Јулији и још увек снажној љубави према првој жени, Випсанији.
Тиберије се нашао у браку са женом коју је презирао, и која га је јавно понижавала приликом својих ноћних испада на форуму, а било му је забрањено да се виђа са женом коју је волео.
Какви год били Тиберијеви мотиви, његов потез је умало био катастрофалан по Августове планове о наследнику. Гај и Луције Цезар још увек су били у раној младости а Август, који је тада имао 57 година, није имао наследника чиме није постојала ни гаранција да ће доћи до мирне промене власти након Августове смрти, нити да ће његова породица и њихови савезници наставити да имају утицај у држави.
Помало апокрифне приче говоре о томе како је Август молио Тиберија да остане у Риму, чак глумећи озбиљну болест да би га убедио да промени мишљење. Тиберије је у одговор остао усидрен у Остијској луци док није примио вести о Августовом здрављу, и тек онда отпловио за Родос.
По неким наводима, Тиберије је покајао због свог одласка и неколико пута молио Августа да се врати али је сваки пут одбијен.

### Августов наследник
Пошто је Тиберије био далеко ван Рима, наследство је почивало на двојици Јулијиних синова, Гају и Луцију, који су још увек били веома млади. Међутим, Луције је умро 2. н. е. и Август је, могуће на Ливијино инсистирање, дозволио Тиберију повратак у Рим, али само у својству приватног грађанина.
Када је 4. н. е. Гај убијен у Јерменији Август није имао другог избора до да се поново окрене Тиберију.
Гајева смрти довела је до великих промена у Августовом дому. Тиберије је усвојен као Августов син и наследник, али под условом да сам усвоји свог нећака Германика који је био син његовог брата Друза и Антоније Млађе. Поред усвајања, Тиберије је добио трибунске моћи и поделио maius imperium са Августом, што је била почаст коју ни покојни Августов пријатељ Агрипа није добио.
Агрипа Постум, још један син Јулије и Агрипе, и млађи брат Гаја и Луција, протеран је 7. н. е. на острво Пијаносу, где је живео у изолованом затвору.
До 13. н. е., Тиберијеве моћи биле су скоро једнаке Августовим, тако да је де-факто, Тиберије био Августов савладар да би у случају смрти остарелог цара, преузео власт без већих превирања.
Према Светонију, након серије боравка у Германији и борби са германским племенима између 10. и 12. године нове ере, Тиберије се вратио у Рим и прославио тријумф који је одлагао да приреди, у друштву својих генерала, за које је такође изборио велике почасти. Пре него што се окренуо да уђе на Капитол, сјахао је из својих кочија и пао на колена пред својим усвојеним оцем, који је председавао церемонијама.
Пошто је донет закон да ће Тиберије управљати провинцијама заједно са Августом, Тиберије је кренуо за Илирик, након окончања церемонија.
Судећи по овим извештајима, Тиберијево уздизање у статус савладара датира у 12. годину, по његовом повратку из Германије. Још једном након тога, Тиберије се вратио у Рим, затекавши Августа у његовим последњим данима, оболелог али и даље живог, при чему је провео са њим читав дан.
Август је умро 14. године, у 75 години. Сахрањен је уз велику церемонију, и као што је било раније договорено, деификован. Прочитан је његов тестамент и Тиберије је потврђен као његов једини наследник.

## Император, 14 — 37. н. е.

### Рана владавина
Сенат се састао 18. септембра да би потврдио Тиберијев положај принцепса, и, као што је раније учинио и у Августовом случају, прошири Тиберијева овлашћења. Тацит детаљно описује процедуру која је уследила.
Тиберије је већ имао административне и политичке моћи принцепса али није имао званичне титуле попут августа, оца нације (лат. Pater Patriae, тачан превод би гласио Отац Отаџбине) и Корона цивика (лат. Corona civica).
Тиберије је, почетку своје владавине покушао да игра исту улогу као Август, приказујући себе као невољног јавног службеника, који није желео ништа више до да служи држави. Дуго се опирао да и званично прихвати титулу принцепса али је на крају ипак прихватио моћи које му је сенат изгласао, међутим, упорно је одбијао да прихвати титуле оца нације, императора и августа. Изгледа да је Тиберије веровао да сенат и држава треба да воде послове без његовог учешћа. Током почетних година владавине, Тиберије је желео да сенат делује самостално уместо као тело које просто аутоматски одобрава све његове одлуке, као што је био случај под Августом. Према Тациту, Тиберије се подсмевао сенату, говорећи о сенаторима као „Људима погодним да буду робови."

### Германиков успон и пад
Убрзо после Августове смрти избио је устанак панонских легија (14. н. е.), изазван тешким положајем војника, који су тражили повећање плате, скраћење војног рока и отпуштање ислужених ветерана. Устанак је угушио Тиберијев син Друз. Готово истовремено и због истих разлога избио је и устанак рајнских легија. Војници су хтели да за цара прогласе популарног Германика, кога је по Августовом наређењу Тиберије још раније посинио. Германик није прихватио царски положај, али је задовољио захтеве војника и убедио их да треба успоставити дисциплину и издати иницијаторе устанка.
У провинцијама је долазило до устанака. Побуна у Галији, изазвана теретом пореза, избила је 21. н. е. Главну улогу у устанку имала су племена Едуа и Тревера, којима су почела да се придружују и друга племена. Устанак је био угушен уз помоћ неких вођа галских племена. Устанак у Нумидији, на чијем је челу био Такфаринат, трајао је од 17. до 24. н. е.
Финансијске тешкоће је римска држава осећала још у последњим годинама Августове владавине. Тиберије је, нарочито у првим годинама своје владавине, показивао велику штедљивост и економичност. Уобичајене дистрибуције жита плебсу су задржане, али су ређе и с мање раскоши приређиване представе. Економске тешкоће изазвао је недостатак новца у оптицају. Посебну је оштрину достигла финансијска криза из 33. н. е, чији је повод била одлука да се отпочне с борбом против зеленаштва: тада су преплашени повериоци затражили повратак зајмова, новац је услед тога почео да ишчезава, и како су многи дужници истовремено продавали своје парцеле, пала је цена земљишту; због тога је велики број породица пропао. Криза је заустављена када је Тиберије, да би одржао валуту, унео у мењачнице 100 милиона сестерција. И поред недостатка новца, Тиберије није хтео да повећава порезе. За његове владавине позван је на одговорност због изнуђивања и злоупотреба у провинцијама велики број управника провинција.
После тога Германик је предузео походе против Германа, али је убрзо опозван у Рим, па су походи преко Рајне били обустављени.
По повратку у Рим, 17. н. е., Германику је уприличен тријумф, први прави после оног Августовог из 29. п. н. е. када је прослављена победа над Антонијем и Клеопатром.
Иако му је додељена команда над источним провинцијама, као што је својевремено под Августом учињено са Агрипом и самим Тиберијем, Германиков успон представљао је очигледан проблем за Тиберија, који сам никада није уживао сличну популарност нити је располагао Германоковом харизмом. Германик је дакле удаљен из Рима: њему су поверени задаци на Истоку. Тамо је Германик на јерменски престо довео римског штићеника, регулисао односе између Рима и Партије, а Кападокију и Комагену претворио у римске провинције. То је било сасвим у складу с Августовом препоруком да границе царства не треба даље ширити, јер су то већ била зависна краљевства за које је било планирано да у погодном тренутку буду припојене римској држави. Затим је Германик отишао у Египат, а онда се вратио у Сирију. У Антиохији се 19. н. е. изненада разболео и умро. У Риму се појавила сумња да га је отровао намесник Сирије, Гнеј Калпуније Пизон, по царевом наређењу. После Германикове смрти погоршали су се односи између сената и Тиберија.
Германикова смрт никада није разјашњена, иако многи верују да је Тиберије имао јак мотив да нареди његово убиство. Пизон и његова породица били су повезани са Тиберијем и дуго су били његове присталице.
Гласине о царевој умешаности у смрти популарног и вољеног Германика осетно су снизиле Тиберијев углед. Пизон је доведен пред суд, и према Тациту, претио је да ће умешати Тиберија.
Пизон је напослетку извршио самоубиство, када је постало јасно да ће бити осуђен.
Након ових догађаја, Тиберије се коначно уморио од политике. Током 22. н. е. поделио је трибуницијске моћи са својим сином Друзом, и све чешће је напуштао Рим.
Већ следеће године, Друз је умро под неразјашњеним околностима а Тиберије није учинио напоре да уздигне новог наследника.
Тиберије се 26. године трајно повукао на острво Капри.

### Сејанов успон и страховлада
Луције Елије Сејан, од раније штићеник и блиски сарадник Тиберијев, након смрти царевог сина избио је на главно место у држави.
Сејан, који је служио царској породици већ двадесет година, постао је преторијански префект још 15. године. Тиберије је постајао све зависнији од Сејана и његових преторијанаца и префектова моћ непрекидно је расла. Синовљева смрт уздигла је Сејана као најближег Тиберијевог сарадника коме је император највише веровао. Након Тиберијевог повлачења, безмало сви механизми власти налазили су се у Сејановим рукама, ипак, он није био Тиберијев наследник и 25. тражио је од Тиберија да се ожени са његовом нећаком Ливилом, чиме би постао члан царске породице. Тиберије још увек није био спреман да прихвати његов захтев и Сејан се привремено повукао.
Сејан је контролисао комуникацију Тиберија са сенатом и информације које је Тиберије добијао из Рима, и обратно. Присуство Тиберијеве остареле мајке Ливије и велико поштовање и утицај која је она имала у римском друштву на неко време је обуздало Сејанову моћ, међутим, њена смрт 29. године оставила је Сејана одрешених руку.
Сејан је отпочео серију чистки, усмерених против истакнутих сенатора и чланова реда витезова (equites). Германикова удовица, Агрипина Старија и двојица њених синова, Нерон Цезар и Друз Цезар ухапшени су и прогнани 30. године да би касније умрли под сумњивим околностима. Након Сејанових чистки, једини преостали чланови Агрипинине и Германикове породице били су Гај, Агрипина Млађа, Јулија Друзила и улија Ливила.

### Завера против Тиберија, Сејанов пад
Године 31. Сејан је био конзул са Тиберијем када је отпочео свој поход на највишу моћ у држави. Покушао је себе да постави за регента да би напослетку, са Ливилом - касније је откривено да је су он и Ливила били у дугогодишњој тајној вези - сковао заверу за Тиберијево збацивање. Напослетку Сејан је и сам настрадао - царева параноја, коју је тако спретно користио у свом интересу, окренула се против њега. 31. позван је у сенат где је прочитано Тиберијево писмо које је осуђивало Сејана и тражило његово брзо погубљење. Сејану и његовим присталицама је суђено након чега су погубљени. Тиберијев бес није се ту зауставио, према Тацитовим сведочењима, уследила су погубљења свих који су били осумњичени као Сејанови сарадници.
Сејанова страховлада и Тиберијева суђења за издају која су уследила, оставила су велику мрљу на императоровој репутацији.

### Последње године и смрт
Огорчени цар провео је последње године у потпуној изолацији. Након Сејановог пада, Тиберије се потпуно повукао а царством је, уместо Тиберијевог активног учешћа у државним питањима, управљано по бирократској инерцији успостављеној још за време Августа. Светоније преноси како је Тиберије постао параноичан, и проводио време жалећи због смрти свог сина.
Током овог периода, догодила се кратка инвазија Парћана на истоку као и повремени упада Дачана и неколико германских племена која су прешла Рајну.
Током својих последњих година, Тиберије се није потрудио да јасно одреди свог наследника. Јулијевска грана царске породица скоро је била уништена током Сејанових чистки а Тиберијев син и чланови најближе породице нису били међу живима.
Једина два преостала члана царске породице који би могли наследити Тиберија били су Гај и Тиберијев унук Тиберије Гемел.
Пошто је Тиберије пред смрт напослетку одлучио да Гај отпочне своју политичку каријеру квестуром, било је јасно да је овај важио његовог главног наследника, будући да је Гемел био премлад.
Тиберије је умро у Мизенуму, 16. марта 37. у 77. години. Сенат је одбио да покојном цару додели божанске почасти; руља је изашла на улице уз покличе: „У Тибар са Тиберијем!" алудирајући на обичај да се тела криминалаца бацају у реку. Ипак, Тиберијеви остаци кремирани су без помпе а затим положени у Августов маузолеј.
Тиберија је наследио Гај, познатији као Калигула, једини преживели Германиков син, иако је према Тиберијевом тестаменту Гај и Тиберије Гемел - императоров унук - требало да буду заједнички владари.
Најмрачнијим могућим тоновима, свакако не без претеривања, описали су Тиберијеву владавину Тацит и Светоније

## Наслеђе

### Историографија
Судећи по Тациту, да је Тиберије умро пре 23. н. е. остао би упамћен као владар за пример.
Упркос углавном негативном мишљењу античких историчара о његовом владавини, Тиберије је оставио вишак од 3 милијарди сестерција у државној каси. Тиберије се није упуштао у скупе освајачке походе већ је ојачао царство градећи нове базе и користећи дипломатију и претње уместо оружја. Тиберије је избегавао да се меша у честе размирице римских клијентских држава и њихових владара.
Упркос честим прогонима политичких неистомишљеника, Тиберије је оставио ојачано царство.
Од преживелих античких извора, Тиберијеву владавину са највише детаља описали су Тацит, Светоније, Касије Дион и Валерије Петеркул. Остали антички историчари попут Плинија Старијег, Страбона и Сенеке такође су писали о Тиберијевој владавини али њихова дела сачувана су само у фрагментима.
Сам Тиберије написао је аутобиографију коју Светоније описује као "кратку и недовршену" али ово дело је изгубљено.

#### Тацит о Тиберију
Највише детаља о Тиберијевој владавини потиче од Тацита. Прве две књиге његових Анала посвећене су Тиберијевој владавини. Тацит је био римских сенатор рођен за време Неронове владавине, 56. године нове ере.
Владавину јулијевско-клаудијевске династије Тацит генерално описује као неправедну и криминалну. Тацит описује Тиберија као изразито суморну особу. Чак и многе Тиберијеве мане приписује лицемерству.

#### Тиберије у хришћанском и јеврејском предању
Према јеванђељима, за време Тиберијеве владавине, Исус је проповедао и био погубљен по наређењу Понтија Пилата, римског гувернера провинције Јудеје.
Тиберије је само једном поменут у Библији, у јеванђељу по Луки које говори да је Јован Крститељ почео да проповеда у петнаестој години Тиберијеве владавине (28. н. е.). Реч "Ћесар" помиње се више пута у јеванђељима али без даљих појашњења. Будући да је већ речено да је Јован Крститељ почео своје проповеди током Тиберијеве владавине, касније коришћење речи "Ћесар" највероватније се односи на Тиберија.
За време Тиберијеве владавине Јевреји су постали утицајнији у Риму. При крају Тиберијеве владавине, први Исусови следбеници међу Јеврејима почели су да проповедају његово учење.
Тиберије је 19. године нове ере наредио војно способним Јеврејима да се придруже римској војсци. Сви остали Јевреји протерани су из Рима и били и било им је забрањено да се врате у град под претњом смрћу.
Још увек није познато када су Римљани почели да разликују хришћане од Јевреја. Већина историчара верује да су Римљани почели да разликују две групе око 70. године нове ере. Тиберије је хришћане вероватно видео као јеврејску секту, а не као посебну религијску заједницу.

#### Археолошка истраживања
Рушевине Тиберијеве палате на брежуљку палатину у Риму могу се видети и данас. За време Тиберијеве владавине није било већих грађевинских подухвата у Риму осим градње храма посвећеног Августу и поправке Помпејевог позоришта. Обе грађевине завршене су за време Калигуле.
Очувана је велика и раскошна Тиберијева вила на острву Капри, Villa Jovis, у којој је Тиберије провео већи део своје касне владавине. Ова вила вероватно је само део комплекса од чак дванаест вила које су постојале на острву.
Тиберије је одбио да буде поштован као живо божанство и дозволио да се подигне само један храм у његову част, у граду Смирни на западној обали Мале Азије. Град Тиберијада на западној обали Галилејског језера у данашњем Израелу назван је по Тиберију.

#### Тиберије у уметности
Као историјска личност, Тиберије је послужио као инспирација у књижевним делима, на филму и телевизији као и видео играма.
Тиберије је један од ликова у роману Роберта Гривса, Ја, Клаудије, као и у истоименој телевизијској адаптацији BBC-ја, где је његов лик тумачио Џорџ Бејкер.
Џорџ Р. Р. Мартин, аутор светски популарне серије романа Песма леда и ватре, навео је да је један од главних ликова његовог опуса, Станис Баратеон, делимично инспирисан Тиберијем, и улогом коју је тумачио Џорџ Бејкер.
Тиберије је био један од главних ликова у телевизијској драми, The Caesars из 1968. Тиберије је такође један од ликова у прослављеном филму Бен Хур.
Тиберије се појављује и у филму The Robe из 1953, као и у контроверзном филму Калигула из 1979. у коме његов лик тумачи славни Питер О’Тул.

## Породично стабло
|  |                                    |  |  |  |  |  |  |  |  |  |  |  |  |  |  |  |
|  | 4. Drusus Claudius Nero I          |  |  |  |  |  |  |  |  |  |  |  |  |  |  |  |
|  |                                    |  |  |  |  |  |  |  |  |  |  |  |  |  |  |  |
|  |                                    |  |  |  |  |  |  |  |  |  |  |  |  |  |  |  |
|  | 2. Тиберије Клаудије Нерон         |  |  |  |  |  |  |  |  |  |  |  |  |  |  |  |
|  |                                    |  |  |  |  |  |  |  |  |  |  |  |  |  |  |  |
|  |                                    |  |  |  |  |  |  |  |  |  |  |  |  |  |  |  |
|  | 5. Claudia                         |  |  |  |  |  |  |  |  |  |  |  |  |  |  |  |
|  |                                    |  |  |  |  |  |  |  |  |  |  |  |  |  |  |  |
|  |                                    |  |  |  |  |  |  |  |  |  |  |  |  |  |  |  |
|  | 1. Тиберије                        |  |  |  |  |  |  |  |  |  |  |  |  |  |  |  |
|  |                                    |  |  |  |  |  |  |  |  |  |  |  |  |  |  |  |
|  |                                    |  |  |  |  |  |  |  |  |  |  |  |  |  |  |  |
|  | 6. Marcus Livius Drusus Claudianus |  |  |  |  |  |  |  |  |  |  |  |  |  |  |  |
|  |                                    |  |  |  |  |  |  |  |  |  |  |  |  |  |  |  |
|  |                                    |  |  |  |  |  |  |  |  |  |  |  |  |  |  |  |
|  | 3. Ливија Друзила                  |  |  |  |  |  |  |  |  |  |  |  |  |  |  |  |
|  |                                    |  |  |  |  |  |  |  |  |  |  |  |  |  |  |  |
|  |                                    |  |  |  |  |  |  |  |  |  |  |  |  |  |  |  |
|  | 7. Aufidia                         |  |  |  |  |  |  |  |  |  |  |  |  |  |  |  |
|  |                                    |  |  |  |  |  |  |  |  |  |  |  |  |  |  |  |
|  |                                    |  |  |  |  |  |  |  |  |  |  |  |  |  |  |  |